# Hattie Donaldson
Henrietta „Hattie” Donaldson (ur. 4 maja 1909 w Nipissing, zm. 9 maja 1998 w Huntsville) – kanadyjska panczenistka, olimpijka.

## Kariera
W 1932 roku Donaldson brała udział w pokazowych zawodach łyżwiarstwa szybkiego podczas igrzysk olimpijskich w Lake Placid. Zajęła tam drugie miejsce w biegu na 1000 m, rozdzielając na podium dwie Amerykanki: Elizabeth DuBois i Dorothy Franey. Wystąpiła także w biegach na 500 i 1500 m, jednak awansowała do finałów. W 1936 roku wywalczyła szóste miejsce podczas wielobojowych mistrzostw świata w Sztokholmie. Planowała także start na igrzyskach olimpijskich w Garmisch-Partenkirchen, jednak zawody odwołano.